# Ian Wilmut
Sir Ian Wilmut (Hampton Lucy, 7 luglio 1944 – 10 settembre 2023) è stato un biologo britannico.
Fu embriologo e presidente dello Scottish Centre for Regenerative Medicine presso l'Università di Edimburgo; divenne noto soprattutto per aver clonato nel 1996 per la prima volta un mammifero da una cellula somatica adulta, l'agnello finlandese Dolly.

## Biografia
Wilmut nacque a Hampton Lucy, nel Warwickshire, in Inghilterra, da Leonard Wilmut, un insegnante di matematica che soffriva di diabete da cinquant'anni. Aveva una passione per le navi: il suo desiderio iniziale era di intraprendere una carriera navale, ma non fu in grado di farlo a causa del suo daltonismo.
È morto nel 2023 a causa di complicazioni dovute alla malattia di Parkinson diagnosticatagli cinque anni prima.